# Aeroporto di La Gomera
L'aeroporto di La Gomera (IATA: GMZ, ICAO: GCGM) è un aeroporto spagnolo situato presso la località costiera di Playa Santiago, nel comune di Alajeró, sull'isola della Gomera, nella parte occidentale dell'arcipelago delle Canarie. Si trova a 34 km a sudovest di San Sebastián de la Gomera.
L'aeroporto, situato a 218 m s.l.m. dispone di un unico terminal passeggeri e di una pista in asfalto con orientamento 09/27 lunga 1.500 metri ed è servito solo da voli tra le altre Isole Canarie.